# Горная Ханака
Горная Ханака́, Верхняя Ханака́ или Хонако́хи Кухи́ (тадж. Ҷамоати деҳоти Хонақоҳи Кӯҳӣ) — административная единица, сельская община (джамоат) в Гиссарском районе — районе республиканского подчинения Таджикистана.
Сельская община Горная Ханака была образована в феврале 1926 года. Центром джамоата является село Чангоб, которое расположено в 12 км от центра Гиссарского района на северо-востоке. Джамоат имеет 3412 хозяйств и 26 874 жителей (2015).
Расположена в горной местности в долине реки Ханака.
Граничит с джамоатами Сомон (бывш. Хонако) — на юго-востоке, Навобод — на юго-западе, Алмоси — на востоке.

## Населённые пункты
Села в составе джамоата: Ханакохи-Кухи, Шол, Чангоб, Гульдара (бывший Джиндара), Мехргон (бывший Кипчак), Лабисой (бывший Гелисой), Алибеги, Арбоби, Латтахорак, Шохон, Кафшдузон, Чашмаи-Бозор, Нилу, Тахт, Кушкак (Кушкаки-Мазор), Искич, Рагоба, Истони, Турушбог, Яккатут, Калаи-Джобир, Арджинак, Варгандок.

## Инфраструктура
Имеет 13 общеобразовательных учреждений среднего образования, 2 основных образования, 5 начальных школ, 1 больницу, 4 санаторно-курортных учреждения, 5 медицинских пунктов, 11 общих ферм, 90 индивидуальных фермерских хозяйств, 4 библиотеки, 1 культурно-развлекательный центр, 2 точки связи, райотдел милиции, 3 джума-мечетей, 16 малых мечетей, 67 небольших магазинов, 16 мельниц, 9 небольших маслобаз, 1 АЗС, швейный цех, фруктово-складской комплекс и общая столовая. 

## История
В 1929 году из южной части кишлачного совета был образован к/с Ханака (сейчас джамоат Сомон).
9 октября 1950 кишлак Кучкаки Мазор к/с Кипчок был передан в состав к/с Горная Ханака.
30 июля 1955 года кишлаки Тахт и Нилу к/с Мирзо-Ризо были переданы в состав к/с Горная Ханака.
16 января 967 года из состава кишлачного совета Навобод Гиссарской области в к/с Хонакохи-Кухи были переданы села Алибеги, Арбоби, Джиндара, Кавшдузон, Кипчок, Латтахорак, Холисой, Чангоби Харсанг, Чангоби Кок, Чангоби Байн, Чангоби Саид, Чашмаи Бозор, Шохон. Центр совета был перенесен из села Искич в село Чангоби Харсанг.

## Известные уроженцы, жители
- Аловиддинов, Урок Азимович — советский хозяйственный, государственный и политический деятель.
- Бакиев, Худойназар Гаибович — советский таджикский борец.